# 蒂德莫爾本德 (阿拉巴馬州)
蒂德莫爾本德（英語：Tidmore Bend）是一個位於美國阿拉巴馬州埃托瓦縣的非建制地區和人口普查指定地區。根據2010年美國人口普查，該地人口為1980人。

## 地理
蒂德莫爾本德的座標為34°01′57″N 85°55′31″W / 34.0325°N 85.92527°W，而該地最高點為海拔高度178米（即584英尺）。